# Villotte-Saint-Seine
 Villotte-Saint-Seine  es una población y comuna francesa, en la región de Borgoña, departamento de Côte-d'Or, en el distrito de Dijon y cantón de Saint-Seine-l'Abbaye.

## Demografía
| 118 | 109 | 88 | 61 | 50 | 74 |
| Para los censos de 1962 a 1999 la población legal corresponde a la población sin duplicidades (Fuente: INSEE [Consultar]) |     |    |    |    |    |